# Елсфлет
Елсфлет (њем. Elsfleth) град је у њемачкој савезној држави Доња Саксонија. Једно је од 9 општинских средишта округа Везермарш. Према процјени из 2010. у граду је живјело 9.206 становника. Посједује регионалну шифру (AGS) 3461004.

## Географски и демографски подаци
Елсфлет се налази у савезној држави Доња Саксонија у округу Везермарш. Град се налази на надморској висини од 3 метра. Површина општине износи 115,2 km². У самом граду је, према процјени из 2010. године, живјело 9.206 становника. Просјечна густина становништва износи 80 становника/km².